# Due settimane in un'altra città
Due settimane in un'altra città (Two Weeks in Another Town) è un film del 1962 diretto da Vincente Minnelli, tratto dal romanzo Two Weeks in Another Town di Irwin Shaw (1960).

## Trama
Jack Andrews è un attore in crisi. Ha tentato il suicidio in automobile e non riesce più a girare un film di successo. Il regista Maurice Kruger, suo mentore e amico, gli invia una lettera presso la clinica per alcolisti in cui ora si trova chiamandolo a Roma dove sta girando un nuovo film a Cinecittà. Jack accetta di dirigere il doppiaggio ma nello stesso hotel in cui alloggia giunge anche la sua ex moglie, l'affascinante Carlotta, dalla quale è ancora ossessionato e non riesce a fare un buon lavoro. Ad aiutarlo ci pensa Veronica, una ragazza romana innamorata del giovane attore maledetto del momento Davie Drew protagonista del film. Il lavoro stenta a decollare e il produttore scalpita e fa pressioni quando all'improvviso Kruger ha un malore che lo costringe al ricovero in ospedale. Il regista confida a Jack che anche lui è sull'orlo della bancarotta e ha estremo bisogno che il film venga finito e sia un successo ed è preoccupato che il produttore chiami un regista inetto a finire il lavoro. Jack si offre così per sostituirlo senza figurare nei titoli e si scopre essere davvero bravo a gestire attricette capricciose e ragazzi scalmanati oltre che a confezionare un buon film.
Le notevoli imprese di Jack non tardano a giungere alle orecchie di Kruger la cui moglie gelosa, Claire, cerca di gettare discredito sul nuovo regista. Andrews, sconfortato dal voltafaccia di quello che riteneva un buon amico, ricade nuovamente fra le braccia di Carlotta che comunque torna a tradirlo sfacciatamente. In preda a una crisi e all'alcol, Jack sale in auto con lei ritentando il suicidio ma fortunatamente capisce che ha dimostrato di riuscire a lavorare anche senza Kruger e a vivere anche senza Carlotta e che quindi può farcela.

## Produzione
Il film, girato a Cinecittà, presenta molte e dichiarate assonanze con il film drammatico del 1952 Il bruto e la bella di Vincente Minnelli, interpretato dallo stesso Kirk Douglas, oltre che da Lana Turner, il cui personaggio viene evocato anche dal ruolo di Carlotta interpretato da Cyd Charisse.

## Colonna sonora
Nella scena in cui Kirk Douglas (Jack Andrews) cerca George Hamilton (David Drew) in uno dei locali si sente Gegè Di Giacomo che si esibisce nel suo brano O' pellirossa.